# Frossa (film)
Frossa (engelska: Shivers) är en kanadensisk långfilm från 1975 i regi och manus av David Cronenberg, med Paul Hampton, Joe Silver, Lynn Lowry och Allan Kolman i rollerna.

## Handling
Invånarna i Starliner Towers njuter av lyxlivet och är nöjda med servicen från staden bredvid. De har en butik, en affär, en restaurang, kemtvätt, tandläkare och till och med ett sjukhus. Men en vetenskapsman utför ett experiment på en ung kvinna. I experimentet ingår små parasiter som ska användas till organtransplantation. Någonting går snett, kvinnan går bärsärkagång och visar tecken på abnormt sexuellt beteende. Mannen försöker döda henne innan hon närmar sig andra människor. Men hon var en populär flicka i lägenhetskomplexet, och problemet börjar. Huvudläkaren upptäcker detta och försöker finna ett botemedel, innan smittan når staden.

## Rollista
| Paul Hampton   | – Roger St. Luc  |
| Joe Silver     | – Rollo Linsky   |
| Lynn Lowry     | – Nurse Forsythe |
| Allan Kolman   | – Nicholas Tudor |
| Susan Petrie   | – Janine Tudor   |
| Barbara Steele | – Betts          |
| Ronald Mlodzik | – Merrick        |